# Phyllodonta decisaria
Phyllodonta decisaria là một loài bướm đêm trong họ Geometridae.